# Strategic Command

STRATCOM embleem

Strategic Command (STRATCOM) is een van de tien Amerikaanse commandogroepen van het Ministerie van Defensie in de Verenigde Staten.

## Geschiedenis
Na het uiteenvallen van het Warschau Pact en de Sovjet-Unie werd het Amerikaanse Strategic Air Command (SAC) in 1992 opgeheven.
De veranderde wereldsituatie vereiste een heel ander optreden met een andere commandostructuur en een totaal ander takenpakket.
Als vervanger van het SAC werd in 1994 een nieuw Amerikaans commando opgericht; het Strategic Command (STRATCOM). Door het herstructureren van taken en verbindingen duurde het echter tot 2002 voordat het commando volledig operationeel werd. STRATCOM is een verenigd commando en legt verantwoording af aan het Amerikaanse Ministerie van Defensie.

## Heden
STRATCOM is momenteel verantwoordelijk voor:
- wereldwijde strategische acties,
- militaire operaties in de ruimte,
- computer netwerk operaties,
- informatie operaties van het Ministerie van Defensie,
- strategische waarschuwing,
- geïntegreerde verdediging middels raketten,
- command, control, communicatie, inlichtingenbewaking en opsporing,
- acties met massavernietigingswapens
- inzet van alle gespecialiseerde strijdkrachten.

STRATCOM maakt gebruik van het oude SAC hoofdkwartier op de vliegbasis Offutt in de staat Nebraska.

## Nieuwe commandostructuur
In navolging van de oude SAC commandostructuur is deze ook bij STRATCOM zo kort mogelijk gehouden om allerlei nodeloos overleg te beperken zodat snelle beslissingen genomen kunnen worden. De commandostructuur is als volgt.
- 1 Commando-elementen
- 2 Task Force

### Commando-elementen
STRATCOM bestaat uit de volgende commando-elementen
- Air Force Space Command (AFSC) AFSC embleem

AFSC embleem

Dit voormalige STRATCOM Luchtmachtelement was verantwoordelijk voor alle Spacecommand & Control en ICBM operaties. Op 20 december 2019 werd de US Space Force opgericht waarin Space Command is opgegaan. Het bediende en onderhield het
- - Global Positioning System
  - alle Phase 2 en 3 Defensie SATCOM systemen
  - alle NATO III en IV communicaties
  - het Defensie Meteo Support Programma
  - het Vloot SATCOM systeem
  - de UHF communicatie en de MILSTAR communicatiesatellieten

Het bedient ook een wereldwijd netwerk van satellietvolgstations om met ieder onderdeel contact te kunnen houden, het Air Force Sat Control Network. 
AFSPC bestaat uit de 14e en de 20e Luchtmacht. De 14e Luchtmacht, belast met het Spacecommand en is gelegerd op de vliegbasis Vandenberg (Californië).
De 20e Luchtmacht is gelegerd op de vliegbasis Francis E.Warren (Wyoming) en houdt zich bezig met alle operationele ICBM wapensystemen, het van tevoren waarschuwen tegen een mogelijke vijandelijke raketaanval. Ook levert de 20e Luchtmacht personeel voor het ontwikkelen en onderhouden van nieuwe ICBM hard en software.
- Army Forces Strategic Command (ARSTRAT)

Dit STRATCOM Landmachtelement verzorgt de planning, integratie, coördinatie en controle van de landmachteenheden ter ondersteuning van STRATCOM missies, houdt zich bezig met de luchtverdediging middels raketten en verzorgt alle missie gerelateerde research. ARSTRAT heeft zijn hoofdkwartier in Arlington (Virginia).
- Marine Corps Forces Strategic Command (MARFORSTRAT)

Het Marinierselement van STRATCOM heeft een adviserende taak. Het verzorgt de terugkoppeling bij eventueel inzetten van specifieke op het Korps Mariniers afgestemde taken. Het is ook verantwoordelijk voor het ontwikkelen van nieuwe gevechtstactieken en technieken. Het is tevens belast met alle interne STRATCOM veiligheidsmaatregelen.
- Fleet Force Command (FFC)

Deze Marinecomponent van STRATCOM is verantwoordelijk voor alle vlootoperaties met boven en onderwaterschepen en marinevliegtuigen in de Atlantische Oceaan, de Caribische Zee en de wateren rond Centraal- en Zuid-Amerika.

### Task Forces
STRATCOM bestaat uit de volgende Task Forces; dit zijn de eigenlijke uitvoerende eenheden met hun specifieke taken.
- Aerial Refueling

De KC-10 en KC-135 tankvliegtuigen die ten behoeve van STRATCOM-missies worden gebruikt zijn ingedeeld bij de 18e Luchtmacht in het Air Mobility Command op de vliegbasis Scott (Illinois).
- Airborne Communications

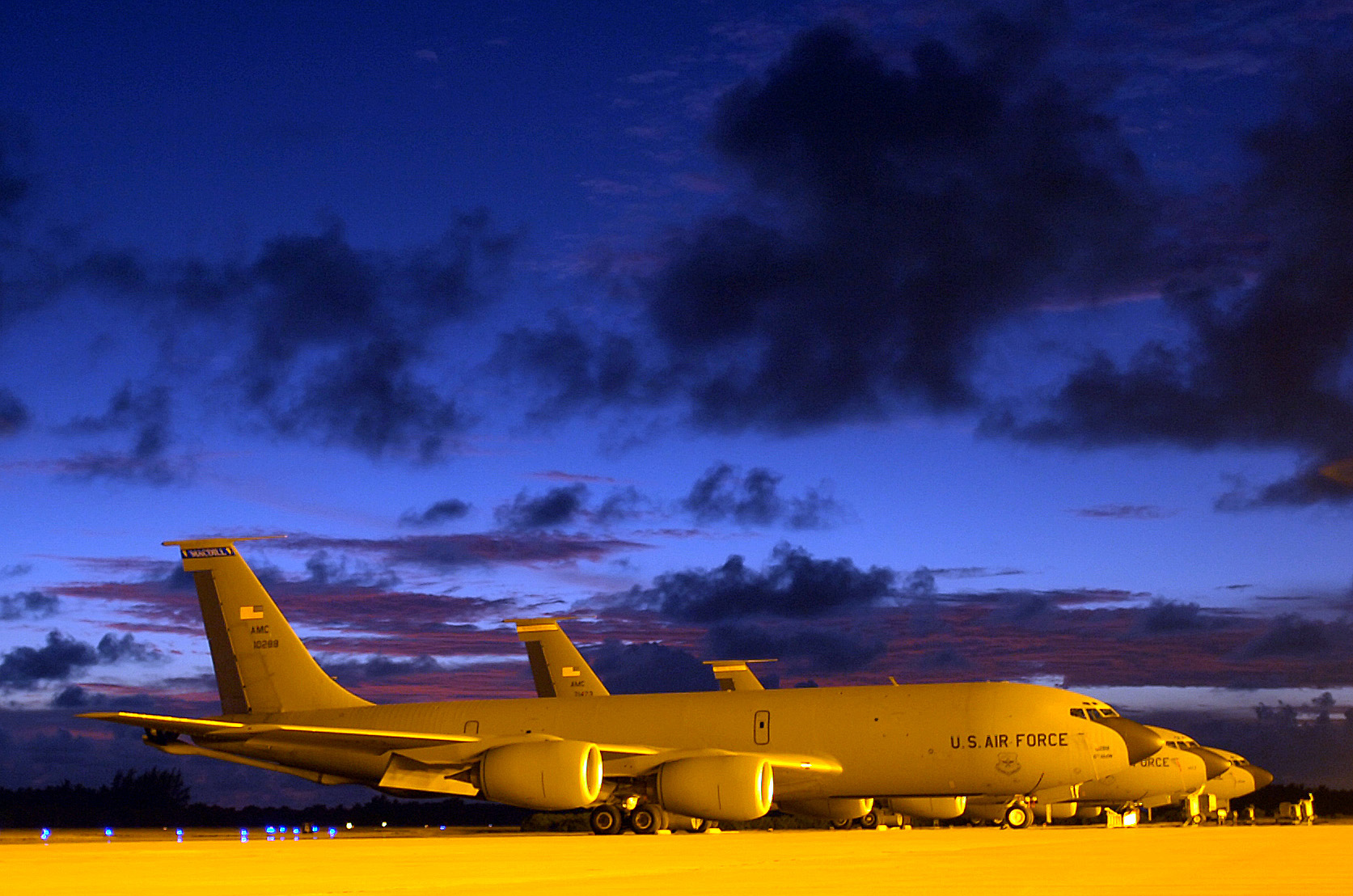
KC-135 tankers

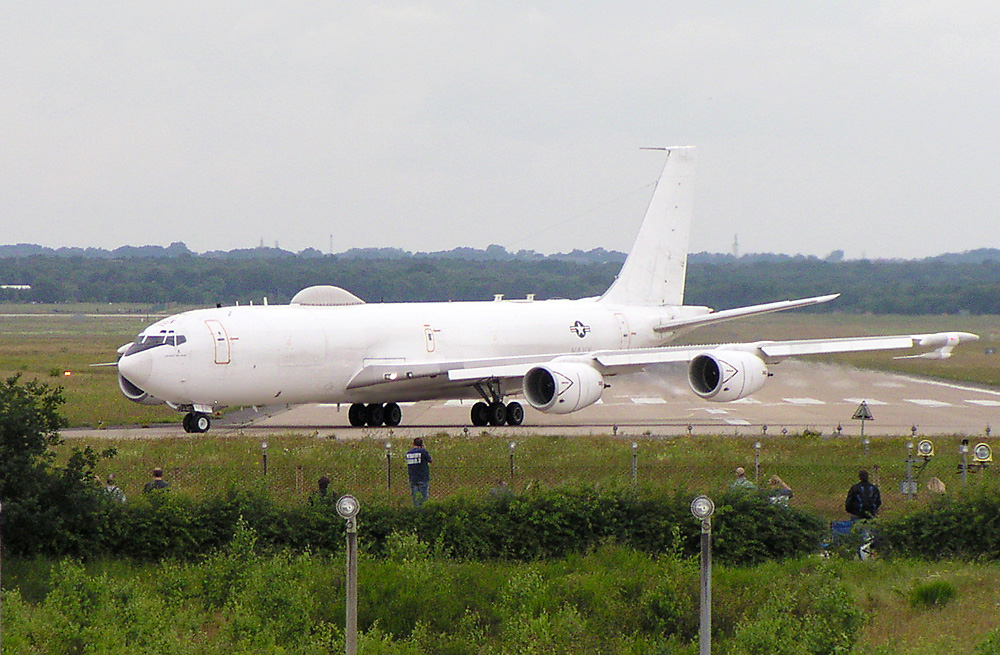
E-4B Mercury

De Boeing E-4 en E-6B Mercury toestellen van de US Navy leveren een cruciale communicatielink. Deze toestellen zijn ingedeeld bij de Strategic Communications Wing 1 op de vliegbasis Tinker (Oklahoma). E-4 Airborne commandoposten onderhouden het contact tussen de president en minister van Defensie en de met atoomraketten bewapende onderzeeboten, ICBM silo’s en langeafstandsbommenwerpers.
- Ballistic Missile Submarines

De met Trident raketten bewapende onderzeeboten van de USN worden zeer belangrijk beschouwd omdat zij na een nucleair conflict de ‘overlevende’ macht vormen. Deze boten zijn gelegerd op de marinebases Kings Bay Base (Georgia) en Bangor (Washington). 
- Strategic Bomber - Recon Aircraft

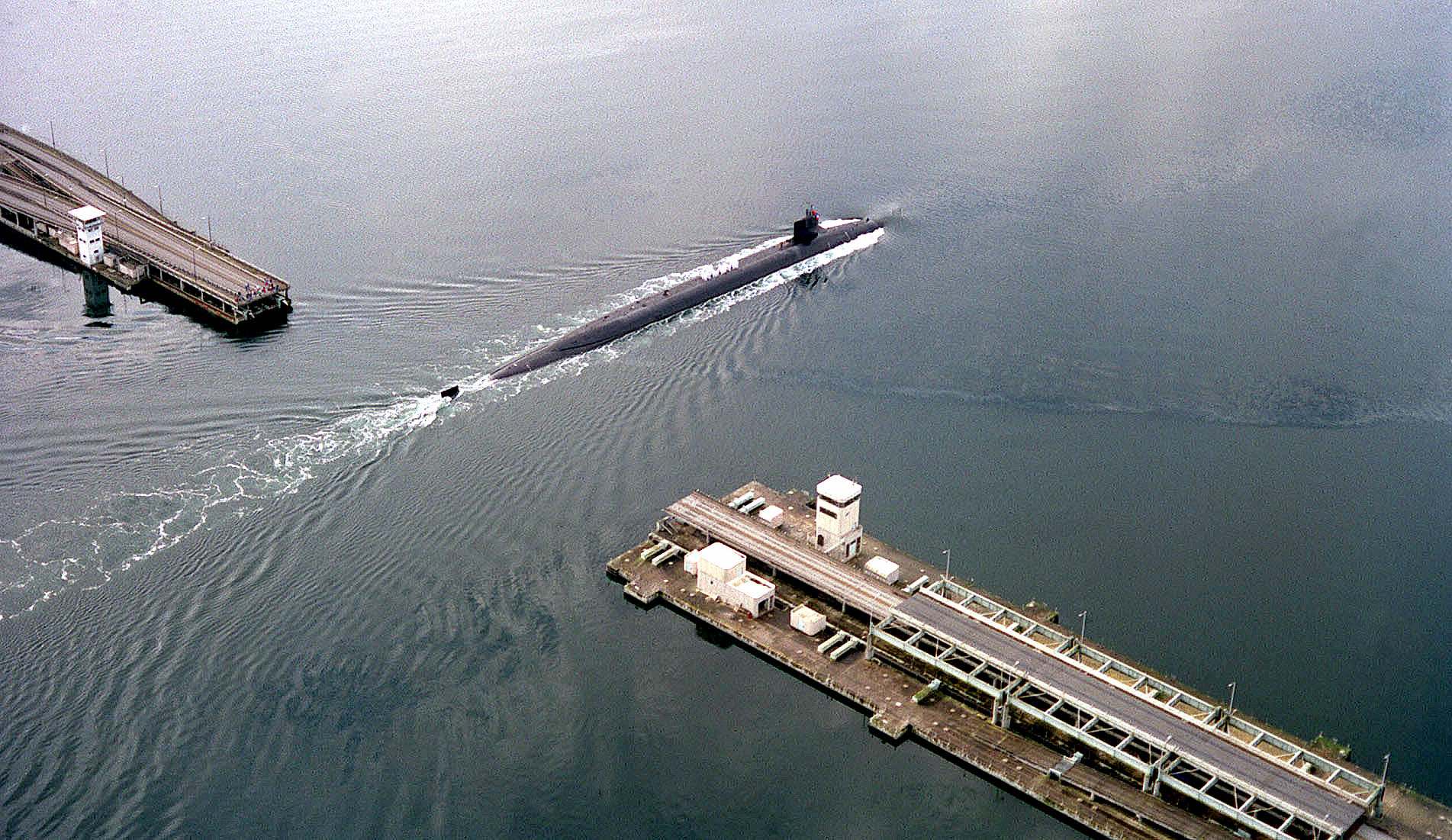
Vertrek

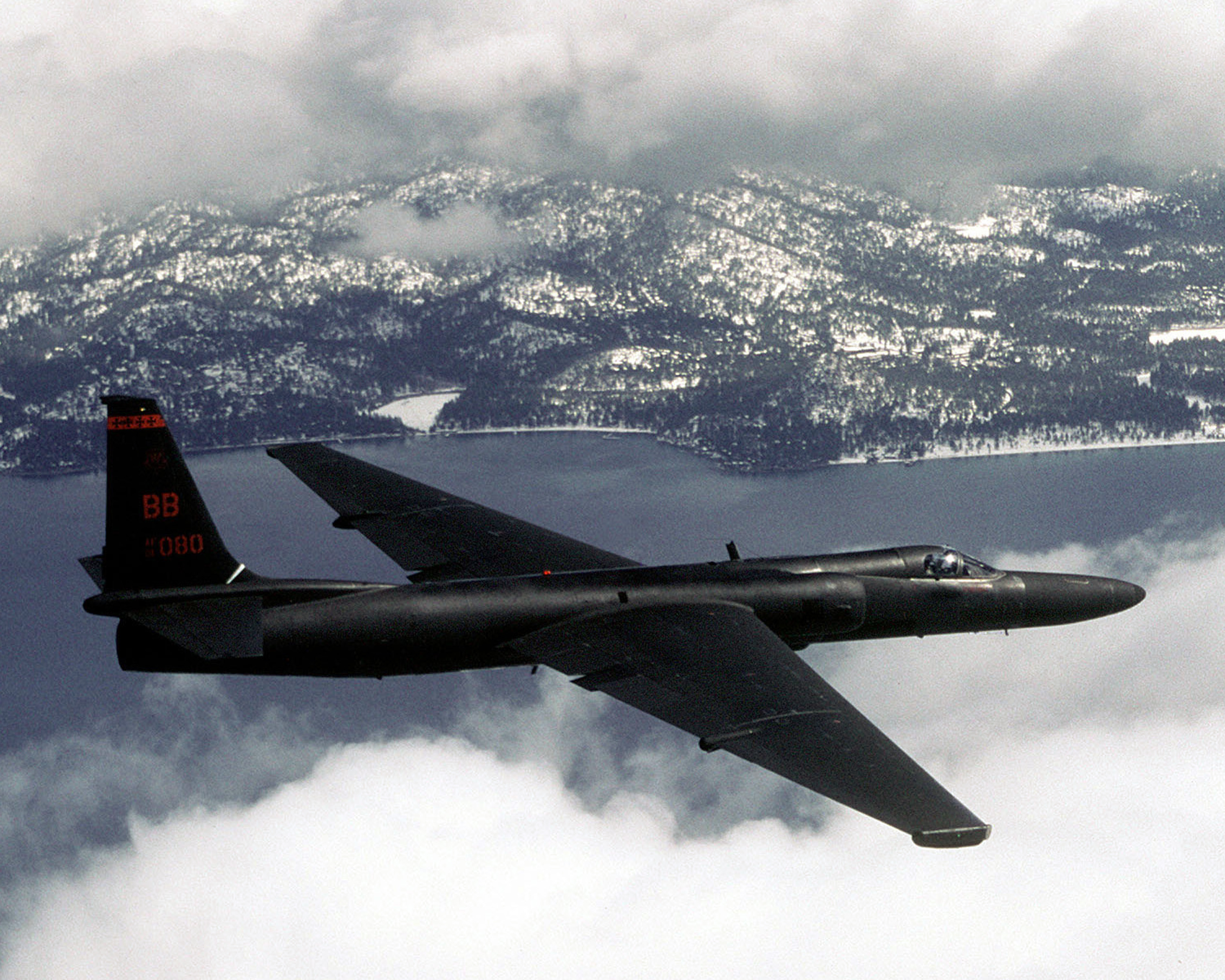
U-2

De bommenwerpers van de 8e Luchtmacht zijn in staat om airpower in elk deel van de wereld te leveren. Hiervoor zijn B-52 Stratofortress eenheden gelegerd op de vliegbases Barksdale (Louisiana) en Minot (North Dakota), en B-2 Spirit eenheden op de vliegbasis Whiteman (Montana).
Ook zijn wereldwijd inzetbare verkenningsvliegtuigen van de 8e Luchtmacht beschikbaar zoals de RC-135 Rivet Joint eenheid op de vliegbasis Offutt en de U-2S en TR-1 Dragon Lady-eenheid van de vliegbasis Beale (Californië).
- Landbased ICBM’s

De overal verspreid staande ICBM’s van de 20e Luchtmacht vormen de snelle reactiemacht bij een plotselinge grootschalige aanval. Hiervoor staat een groot aantal LGM-30 Minuteman III-silo’s die bemand worden door personeel van de vliegbases F.E.Warren (Wyoming), Malmstrom (Montana) en Minot ter beschikking. 

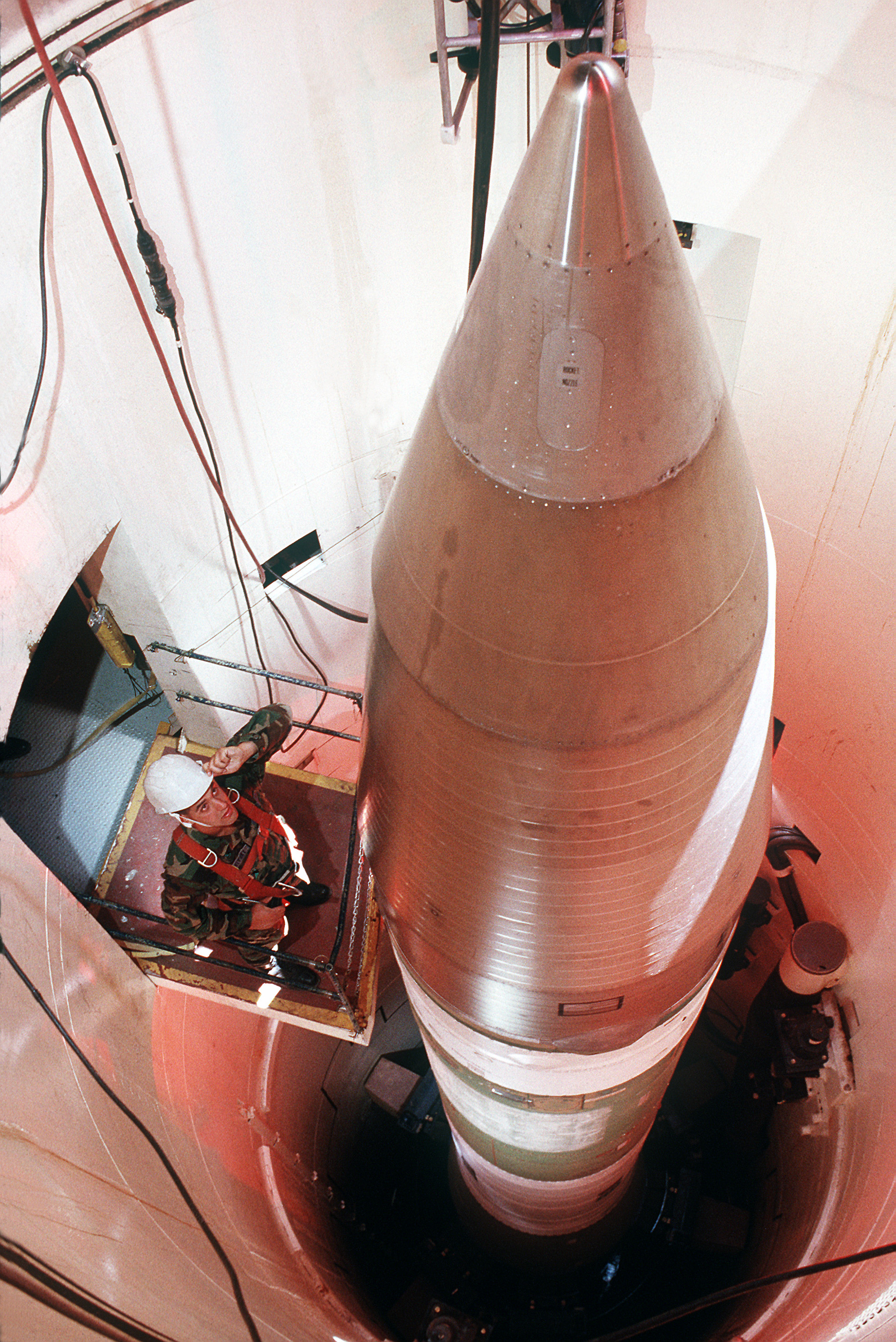
Minuteman III silo